# Napoleone-Carlo Bonaparte (militare)
Napoleone-Carlo Gregorio Giacomo Filippo Bonaparte (Roma, 5 febbraio 1839 – Roma, 11 febbraio 1899) è stato un nobile francese, membro della famiglia Bonaparte figlio di Carlo Luciano  e Zénaïde Bonaparte, entrambi figli di fratelli dell'imperatore Napoleone I.

## Biografia
Nel 1860 gli fu riconosciuto da Vittorio Emanuele II, re d’Italia il titolo nobiliare di principe.
Divenuto ufficiale dell'esercito francese nel Secondo Impero, inquadrato nella Legione straniera, partecipò all'Intervento francese in Messico (1862 – 1867) ed il 28 ottobre 1863 fu promosso al grado di capitano e il 1º maggio 1864 ebbe il comando della postazione di Puente Texmelucan a 40 km da Puebla.
Partecipò quindi alla guerra franco-prussiana (19 luglio 1870 – 10 maggio 1871), nel corso della quale fu preso prigioniero a Metz e trasferito come tale in Germania.
Morì nel 1899 e venne sepolto nella Cappella Imperiale di Ajaccio.

## Matrimonio e figli
Il 26 novembre 1859 sposò la principessa italiana Cristina Ruspoli (1842 – 1907), figlia di Giovanni Nepomuceno Ruspoli, V principe di Cerveteri, dalla quale ebbe tre figlie:
- Zenaide Eugenia Bonaparte (1860 – 1862).
- Maria Leona Eugenia Matilde Giovanna Giulia Zenaide Bonaparte (1870 – 1947), sposò nel 1891 il generale Enrico Gotti (1867 – 1920), senza discendenza.
- Eugenia Letizia Barbara Carolina Luciana Maria Giovanna Bonaparte (1872 – 1949), sposò nel 1898 Leone Napoleone Ney, IV principe de la Moskowa (1870 – 1928), discendente dal maresciallo dell'Impero Michel Ney (1769 – 1815), dal quale divorziò nel 1903, senza discendenza.

## Discendenza da Carlo Maria Bonaparte e Maria Letizia Ramolino
Carlo Maria Buonaparte (1746 – 1785) sposa Maria Letizia Ramolino (1750 – 1836)
```
       └──>
Giuseppe Bonaparte
 (
1768
 – 
1844
)
       └──>
Napoleone Bonaparte
 (
1769
 – 
1821
), 1º Imperatore dei 
Francesi

       └──>
Elisa Bonaparte
 (
1777
 – 
1820
)
       └──>
Luigi Bonaparte
 (
1778
 – 
1846
)
       └──>
Paolina Bonaparte
 (
1780
 – 
1825
)
       └──>
Carolina Bonaparte
 (
1782
 – 
1839
)
       └──>
Girolamo Bonaparte
 (
1784
 – 
1860
)
       └──>
Luciano Bonaparte
 (
1775
 – 
1840
)
           └──>4 figli dalla prima sposa, 
Cristina Boyer
 (
1771
 – 
1800
): due figli maschi morti prima della maggiore età, quindi
           │    └──>
Filistina Carlotta
 (Saint Maximin, 
1795
 - 
Roma
, 
1865
)
           │    └──>
Cristina Egypta
 (
Parigi
, 
1798
 - 
Roma
, 
1847
)
           │
           └──>10 figli dalla seconda sposa, 
Alexandrine de Bleschamp
 (
1778
 – 
1855
):
               └──>
Pietro Napoleone Bonaparte
 (
1815
 – 
1881
)
               └──>
Luigi Luciano Bonaparte
 (1813 – 1891),
               └──>Letizia Cristina (1804 – 1871)
               └──>Giuseppe Luciano (1806 – 1807)
               └──>Giovanna  (1807 – 1829)
               └──>Paolo Maria (1808 – 1827)
               └──>Antonio Luciano (1816 – 1877)
               └──>Alessandrina Maria (1818 – 1874)
               └──>Costanza (1823 – 1876)
               └──>
Carlo Luciano Bonaparte
 (
1803
 – 
1857
), sposò la cugina 
Zenaide Letizia Bonaparte
 (
1801
 – 
1854
)
                │  └──>Giuseppe-Luciano Bonaparte (
1824
 – 
1865
)
                │  └──>
Luciano-Luigi-Giuseppe Bonaparte
 (
1828
 – 
1895
)
                │  └──>Giulia Bonaparte (
1830
 – 
1900
)
                │  └──>Carlotta Bonaparte (
1832
 – 
1901
)
                │  └──>Maria Bonaparte (
1835
 – 
1890
)
                │  └──>Augusta Bonaparte (
1836
 – 
1900
)
                │  └──>Napoleone-Carlo Bonaparte (
1839
 – 
1899
)
               │  └──>Bathilde Bonaparte (
1840
– 
1861
)
```

## Albero genealogico
|                           |                        |                            | Genitori                          |  |  | Nonni |  |  | Bisnonni               |  |  | Trisnonni                 |  |
|                           |                        |                            |                                   |  |  |       |  |  | Carlo Maria Buonaparte |  |  | Giuseppe Maria Buonaparte |  |
|                           |                        |                            |                                   |  |  |       |  |  | Carlo Maria Buonaparte |  |  | Giuseppe Maria Buonaparte |  |
|                           |                        | Maria Saveria Paravicini   |                                   |  |  |       |  |  | Carlo Maria Buonaparte |  |  |                           |  |
| Luciano Bonaparte         |                        |                            |                                   |  |  |       |  |  | Carlo Maria Buonaparte |  |  |                           |  |
|                           |                        | Maria Letizia Ramolino     | Giovanni Geronimo Ramolino        |  |  |       |  |  |                        |  |  |                           |  |
|                           |                        | Maria Letizia Ramolino     | Giovanni Geronimo Ramolino        |  |  |       |  |  |                        |  |  |                           |  |
|                           |                        | Maria Letizia Ramolino     | Angela Maria Pietrasanta          |  |  |       |  |  |                        |  |  |                           |  |
| Carlo Luciano Bonaparte   |                        | Maria Letizia Ramolino     |                                   |  |  |       |  |  |                        |  |  |                           |  |
|                           |                        | Charles Jacob de Bleschamp | Nicolas Jacob                     |  |  |       |  |  |                        |  |  |                           |  |
|                           |                        | Charles Jacob de Bleschamp | Nicolas Jacob                     |  |  |       |  |  |                        |  |  |                           |  |
|                           |                        | Charles Jacob de Bleschamp | Marguerite Dehorgue               |  |  |       |  |  |                        |  |  |                           |  |
| Alexandrine de Bleschamp  |                        | Charles Jacob de Bleschamp |                                   |  |  |       |  |  |                        |  |  |                           |  |
|                           |                        | Philiberte Bouvet          | Jean-Charles Bouvet               |  |  |       |  |  |                        |  |  |                           |  |
|                           |                        | Philiberte Bouvet          | Jean-Charles Bouvet               |  |  |       |  |  |                        |  |  |                           |  |
|                           |                        | Philiberte Bouvet          | Marie Gasparde Grimod de Verneuil |  |  |       |  |  |                        |  |  |                           |  |
| Napoleone Carlo Bonaparte |                        | Philiberte Bouvet          |                                   |  |  |       |  |  |                        |  |  |                           |  |
|                           | Carlo Maria Buonaparte | Giuseppe Maria Buonaparte  |                                   |  |  |       |  |  |                        |  |  |                           |  |
|                           | Carlo Maria Buonaparte | Giuseppe Maria Buonaparte  |                                   |  |  |       |  |  |                        |  |  |                           |  |
|                           | Carlo Maria Buonaparte | Maria Saveria Paravicini   |                                   |  |  |       |  |  |                        |  |  |                           |  |
| Giuseppe Bonaparte        | Carlo Maria Buonaparte |                            |                                   |  |  |       |  |  |                        |  |  |                           |  |
|                           |                        | Maria Letizia Ramolino     | Giovanni Geronimo Ramolino        |  |  |       |  |  |                        |  |  |                           |  |
|                           |                        | Maria Letizia Ramolino     | Giovanni Geronimo Ramolino        |  |  |       |  |  |                        |  |  |                           |  |
|                           |                        | Maria Letizia Ramolino     | Angela Maria Pietrasanta          |  |  |       |  |  |                        |  |  |                           |  |
| Zénaïde Bonaparte         |                        | Maria Letizia Ramolino     |                                   |  |  |       |  |  |                        |  |  |                           |  |
|                           |                        | François Clary             | Joseph Clary                      |  |  |       |  |  |                        |  |  |                           |  |
|                           |                        | François Clary             | Joseph Clary                      |  |  |       |  |  |                        |  |  |                           |  |
|                           |                        | François Clary             | Françoise Agnès Ammoric           |  |  |       |  |  |                        |  |  |                           |  |
| Giulia Clary              |                        | François Clary             |                                   |  |  |       |  |  |                        |  |  |                           |  |
|                           |                        | Françoise Rose Somis       | Joseph Ignace Somis               |  |  |       |  |  |                        |  |  |                           |  |
|                           |                        | Françoise Rose Somis       | Joseph Ignace Somis               |  |  |       |  |  |                        |  |  |                           |  |
|                           |                        | Françoise Rose Somis       | Catherine Rose Soucheiron         |  |  |       |  |  |                        |  |  |                           |  |
|                           |                        | Françoise Rose Somis       |                                   |  |  |       |  |  |                        |  |  |                           |  |